# Sleipner (Schiff, 1900)

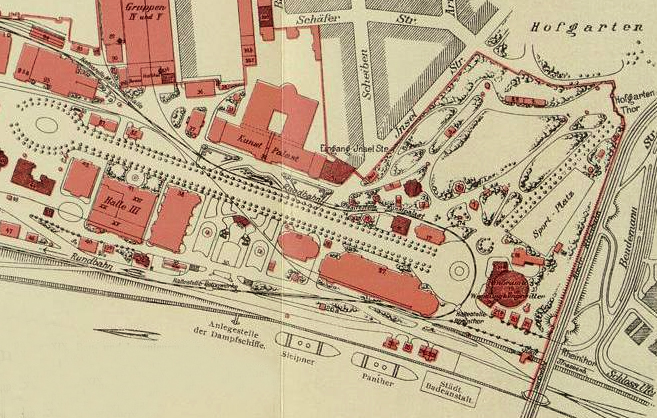
Kartenausschnitt des Plans der Industrie- und Gewerbeausstellung Düsseldorf mit Darstellung der Anlegestelle der Sleipner, 1902

Die Sleipner war ein Schiff der Kaiserlichen Marine, das als Torpedoboot S 97 gebaut wurde. Es stand als Depeschenboot zur Verfügung des deutschen Kaisers Wilhelm II. und wurde in der Regel zusammen mit der kaiserlichen Yacht Hohenzollern eingesetzt. Aufgrund ihrer Funktion wie z. B. der Beförderung von Staatsgästen war die Sleipner eines der bekanntesten Kriegsschiffe der Kaiserlichen Marine. Das Schiff war nach dem mythologischen, achtbeinigen Pferd Sleipnir des germanischen Gottes Wotan benannt.
Nach Ausbruch des Ersten Weltkrieges wurde die Sleipner in T 97 umbenannt und im Vorpostendienst eingesetzt. 1921 erfolgte der Abbruch des Bootes.

## Verwendung
Das Boot, etwas größer als seine Halbschwestern S 90 bis S 96 und S 98 bis S 101, wurde am 28. Mai 1900 als S 97 in Dienst gestellt und drei Tage später in Sleipner umbenannt. Zusammen mit dem Kanonenboot Panther besuchte die Sleipner im Juni 1902 die Industrie- und Gewerbeausstellung Düsseldorf.
Das Boot diente dann bis 1914 als Depeschenboot der kaiserlichen Yacht Hohenzollern. Dazu war es zweckentsprechend umgebaut worden und erhielt analog zur Hohenzollern einen weißen Rumpf- und einen gelben Schornsteinanstrich. Einzige Bewaffnung waren zwei 5,0-cm-Schnelladekanone L/40, allerdings im Fall der Sleipner eher zum Salutschießen als für Kampfhandlungen gedacht. Im Februar/März 1912 wurde das Boot wegen Wartungs- bzw. Umbauarbeiten durch das Torpedoboot G 175 ersetzt, das dafür auch kurzfristig in Sleipner umbenannt wurde. Am 21. November 1910 erreichte Kaiser Wilhelm II. mit dem Depeschenboot Mürwik. Dort weihte er offiziell die Marineschule Mürwik ein.
Im Ersten Weltkrieg wurde die Sleipner am 4. September 1914 in T 97 umbenannt und in der Folge im Küstenschutz eingesetzt. 1917/18 diente sie in einer Vorposten- und Geleitflottille. In den letzten Kriegsmonaten war T 97 Führerboot der 6. Halbflottille in der II. Geleitflottille.
T 97 wurde  in die Reichsmarine übernommen, aber bereits 1921 außer Dienst gestellt und zum Abbruch nach Düsseldorf verkauft.

## Meteorologische Forschung
Die  Sleipner war nach Auffassung des  Meteorologen und Geophysikers Hugo Hergesell (1859–1938) für die Durchführung meteorologischer Drachenaufstiege, insbesondere zur Förderung der wissenschaftlichen Luftschifffahrt, vorzüglich geeignet. Die Offiziere der Sleipner wurden mit den erforderlichen Instrumenten und wissenschaftlichen Untersuchungsmethoden vertraut gemacht und die Mannschaft mit den Besonderheiten eines als Forschungsschiff („Drachenschiff“) genutzten Torpedobootes zur Erforschung der Atmosphäre auf Hoher See. Hergesell führte am 1. Juli 1904 an Bord des Torpedobootes zusammen mit dem französischen Marineoffizier Sauerwein, dem Adjutanten des Fürsten Albert I. von Monaco, verschiedene Drachensondierungen bis zu einer Höhe von 1880 Metern über der Ostsee durch. Um zum ersten Mal Drachen bei völliger Windstille in große Höhen zu bringen, lief die Sleipner unter Volldampf und erreichte zeitweise eine Geschwindigkeit von 10 Metern pro Sekunde. Die Drachenwinde, mit einer drehbaren Auslaufrolle für 3000 Meter Kabel, hatte ihren Standort hinter dem Salon. Weitere Drachenaufstiege wurden während der „Nordlandfahrt“ 1904 von den Offizieren des Schiffes und mit praktischer Unterstützung durch die Mannschaft ausgeführt: am 21. Juli im Strindfjord und im Trondheimfjord sowie am 1. August bei der Insel Runde.

## Kurz-Film über das Depeschenboot
Im Jahre 1906 wurde ein deutscher Kurzfilm in Schwarz-Weiß mit dem Titel S. M. S. Sleipner im Sturm gedreht. Der Stummfilm zeigt das schaukelnde Schiff auf bewegter See und den Einsatz der Matrosen.

## Gemälde von Hans Bohrdt
Der Marinemaler Hans Bohrdt (1857–1945) schuf 1909 ein Gemälde des Depeschenboots. Es zeigt die Sleipner und den Kleinen Kreuzer Hamburg im Kielwasser der Hohenzollern.

## Kommandanten
28. Mai 1900 bis 30. September 1900
- Kapitänleutnant Robert Mischke

20. Mai 1901 bis 30. September 1901
- Kapitänleutnant Robert Mischke

1. April 1902 bis 19. Oktober 1909
- Kapitänleutnant Hans Krueger: von April 1902 bis September 1904

- Kapitänleutnant Carl zu Ysenburg und Büdingen: von September 1904 bis September 1907

- Kapitänleutnant Bernhard von Paleske: von September 1907 bis September 1909
- Kapitänleutnant Erich von Müller: September/Oktober 1909

15. Februar 1910 bis 28. Februar 1912
- Kapitänleutnant Erich von Müller: von Februar 1910 bis September 1910
- Kapitänleutnant Johann Bernhard Mann: von Oktober 1910 bis Februar 1912

24. Mai 1912 bis 4. September 1914
- Kapitänleutnant Johann Bernhard Mann: von Mai 1912 bis September 1912

- Kapitänleutnant Conrad Albrecht: von Oktober 1912 bis September 1914